# Aphrastomyia shannoni
Aphrastomyia shannoni är en tvåvingeart som beskrevs av Lane 1956. Aphrastomyia shannoni ingår i släktet Aphrastomyia och familjen svampmyggor. Inga underarter finns listade i Catalogue of Life.